# Basílica dos Quatro Santos Coroados
Santi Quattro Coronati ou Basílica dos Quatro Santos Coroados é uma antiga basílica menor de Roma, Itália, construída no século IV ou V e dedicada a quatro santos mártires anônimos. O complexo, que abrange dois pátios, o fortificado Palácio Cardinalício, com sua bela Capela de São Silvestre, um mosteiro com seu próprio claustro cosmatesco, está localizado numa parte silenciosa e arborizada de Roma, entre o Coliseu e a Basílica de São João de Latrão no rione Celio.
O cardeal-presbítero protetor do título dos Quatro Santos Coroados é Roger Michael Mahony, arcebispo emérito de Los Angeles.

## Os  Quatro Santos Coroados
"Santi Quattro Coronati" significa "Quatro Santos Coroados", um sinal de que seus nomes não são conhecidos e também de que eram mártires, pois a coroa e a folha de palmeira são antigos símbolos do martírio. De acordo com "A Paixão de São Sebastião", os quatro eram soldados que se recusaram a fazer sacrifícios a Esculápio e foram por isso mortos por ordem do imperador romano Diocleciano (r. 284–305). Os corpos dos quatro foram enterrados no cemitério de Santi Marcellino e Pietro al Laterano, na quarta milha da Via Labicana, pelo papa Milcíades e São Sebastião, cujo crânio está preservado ali até hoje segundo a tradição. Milcíades decidiu que os quatro deveriam ser venerados com os nomes de Cláudio, Nicostrato, Simproniano e Castório. Estes nomes — junto com um quinto, Simplício — são os mesmos dos cinco pedreiros mártires da Panônia. Outra tradição posterior os identifica como sendo os quatro mártires de Albano: Segundo (ou Severo), Severiano, Carpóforo e Vitorino. Seja como for, os corpos dos quatro estão sepultados em quatro antigos sarcófagos na cripta da igreja. De acordo com uma lápide de 1123, a cabeça de um dos quatro foi levada para Santa Maria in Cosmedin.

## História
Conta a tradição que a primeira igreja no local foi fundada pelo próprio papa Milcíades no século IV, no lado norte do monte Célio. Uma das primeiras igrejas de Roma, levava o nome de Título Emiliana (Titulus Aemilianae), uma referência a uma patrocinadora, provavelmente a proprietária da elaborada villa cujos restos são evidentes sob a igreja. O edifício foi completado no final do século VI e, por sua proximidade da residência medieval do papa no Palácio de Latrão, tornou-se muito proeminente na época. A primeira reforma ocorreu sob o papa Leão IV (r. 847–855), que construiu a cripta sob a nave, acrescentou os dois corredores laterais, fechou o pátio à frente da fachada e construiu o campanário e as capelas de Santa Bárbara e São Nicolau. A nova basílica, em estilo carolíngio, tinha 95 metros de comprimento e 50 de largura.
Esta igreja, porém, foi incendiada e completamente arrasada pelas tropas de Roberto Guiscardo durante o saque de Roma pelos normandos em 1084. Ao invés de reconstruir a  enorme basílica, o papa Pascoal II escolheu construir um edifício menor com dois pátios, um seguido do outro; o primeiro correspondendo ao pátio original do século IX e o segundo, ao espaço originalmente ocupado pelo início da nave da antiga basílica. O espaço dos dois corredores foram incorporados pelo Palácio Cardinalício (direita) e pelo mosteiro beneditino (esquerda), fundado pelo próprio Pascoal. A abside original da basílica, porém, foi preservada e parece atualmente ser grande demais para a igreja, cujo espaço remanescente da antiga nave foi subdividido em uma nova nave mais estreita e dois corredores por duas fileiras de colunas. A nova igreja foi consagrada em 20 de janeiro de 1116. Em 1338, ela estava incorporada à Abadia de Sassovivo.
No século XIII, um claustro cosmatesco foi acrescentado ao mosteiro. O Palácio Cardinalício foi ampliado pelo cardeal Stefano Conti, um sobrinho do papa Inocêncio III. Conti também transformou o palácio numa fortaleza para abrigar os papas, que moravam no Palácio de Latrão, durante o conflito com os imperadores germânicos da Casa Hohenstaufen. Em 1247, a Capela de São Silvestre, no térreo da fortaleza, foi consagrada e hoje abriga preciosos afrescos com a história do papa Silvestre I e do imperador Constantino, entre elas o lendário batismo do imperador e uma representação da mítica Doação de Constantino. Pintado no contexto dos conflitos entre o papa Inocêncio IV e o recém-excomungado imperador Frederico II, os afrescos sublinhavam o direito de soberania da Igreja (Silvestre) sobre o Império (Constantino).
Quando os papas se mudaram para Avinhão, o Palácio Cardinalício ficou em ruínas. Assim, com o retorno do papa Martinho V a Roma, uma reforma se fez necessária. Porém, quando a residência papal se mudou de Latrão para o Vaticano, a basílica novamente perdeu importância. Em 1564, o papa Pio IV deixou todo o complexo aos cuidados dos agostinianos, que estão ali até hoje.

## Decoração interior
A abside contém afrescos de Giovanni da San Giovanni (1630) sobre os Quatro Santos Coroados (Severo, Severiano, Carpóforo e Vitorino). A peça-de-altar à esquerda da nave é "São Sebastião com Lucina e Irene" e foi pintada por Giovanni Baglione. No segundo pátio está a entrada para a Capela de São Silvestre, com os afrescos originais do século IX e outros de Raffaellino da Reggio.
Em 2002, a historiador de arte Andreina Draghi descobriu uma incrível quantidade de afrescos, datando até o século XIII, enquanto restaurava o Salão Gótico do mosteiro. A maior parte das cenas ficaram bem preservadas sob uma grossa camada de gesso e representam os doze meses do ano, as "Artes Liberais", as "Quatro Estações" e o "Zodíaco". A imagem do Rei Salomão, um crente e um juiz, pintado na parede norte levou os estudiosos a sugerirem que esta sala pode ter sido utilizada como uma "Corte de Justiça". O gesso provavelmente foi colocado depois da Peste Negra (1348) por razões sanitárias ou, talvez, no século XV, quando os camaldulenses deixaram o mosteiro.

Imagens da igreja
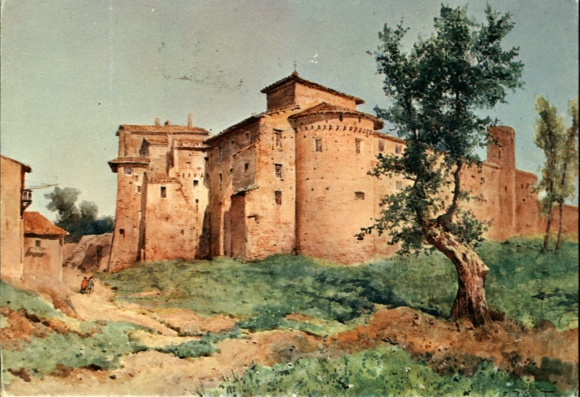
Pintura do século XIX
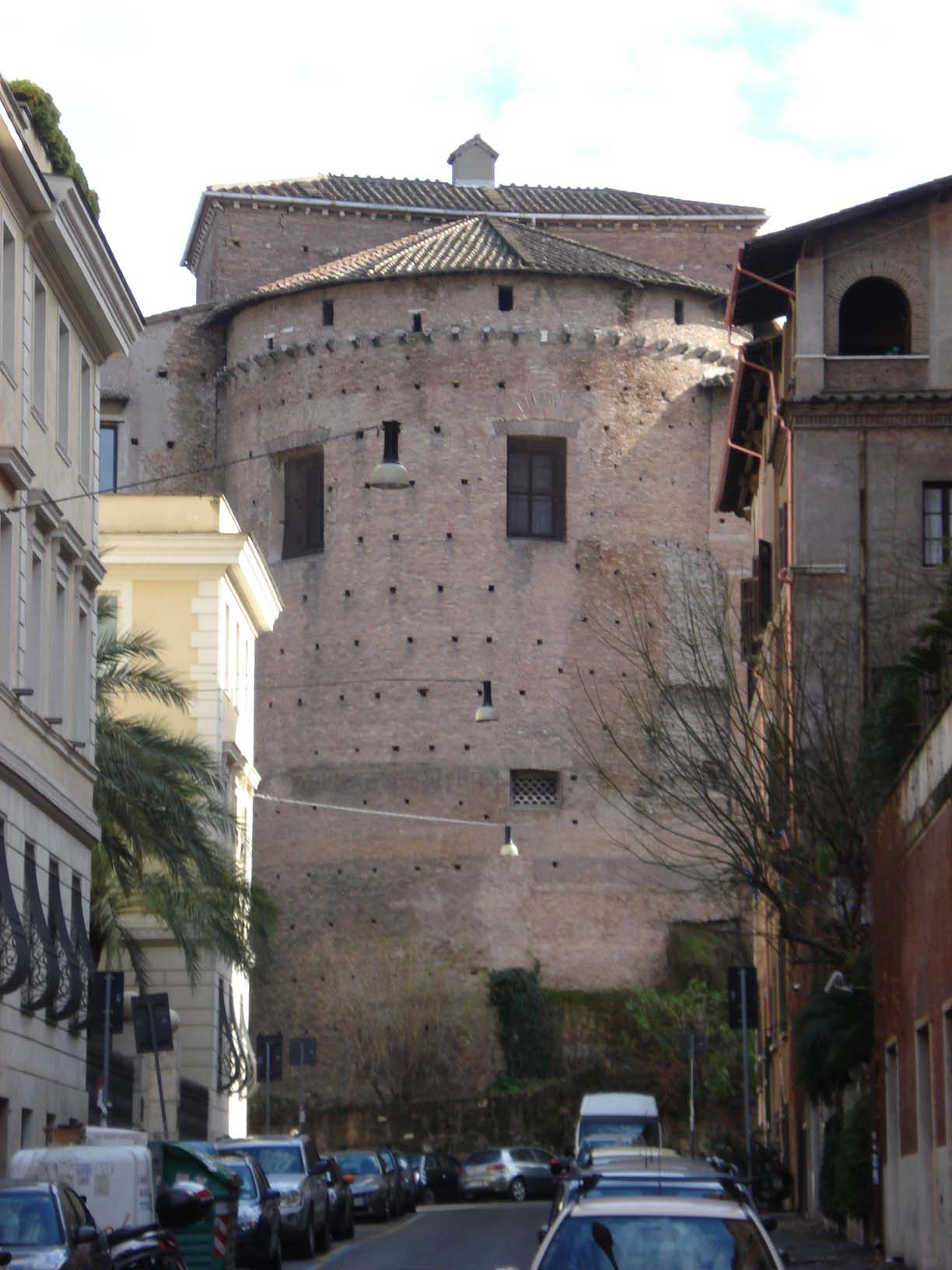
A enorme abside remanescente do edifício carolíngio
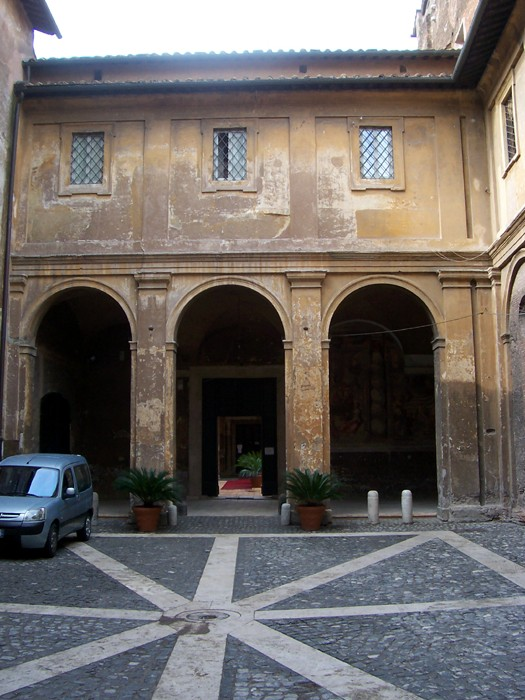
Primeiro pátio
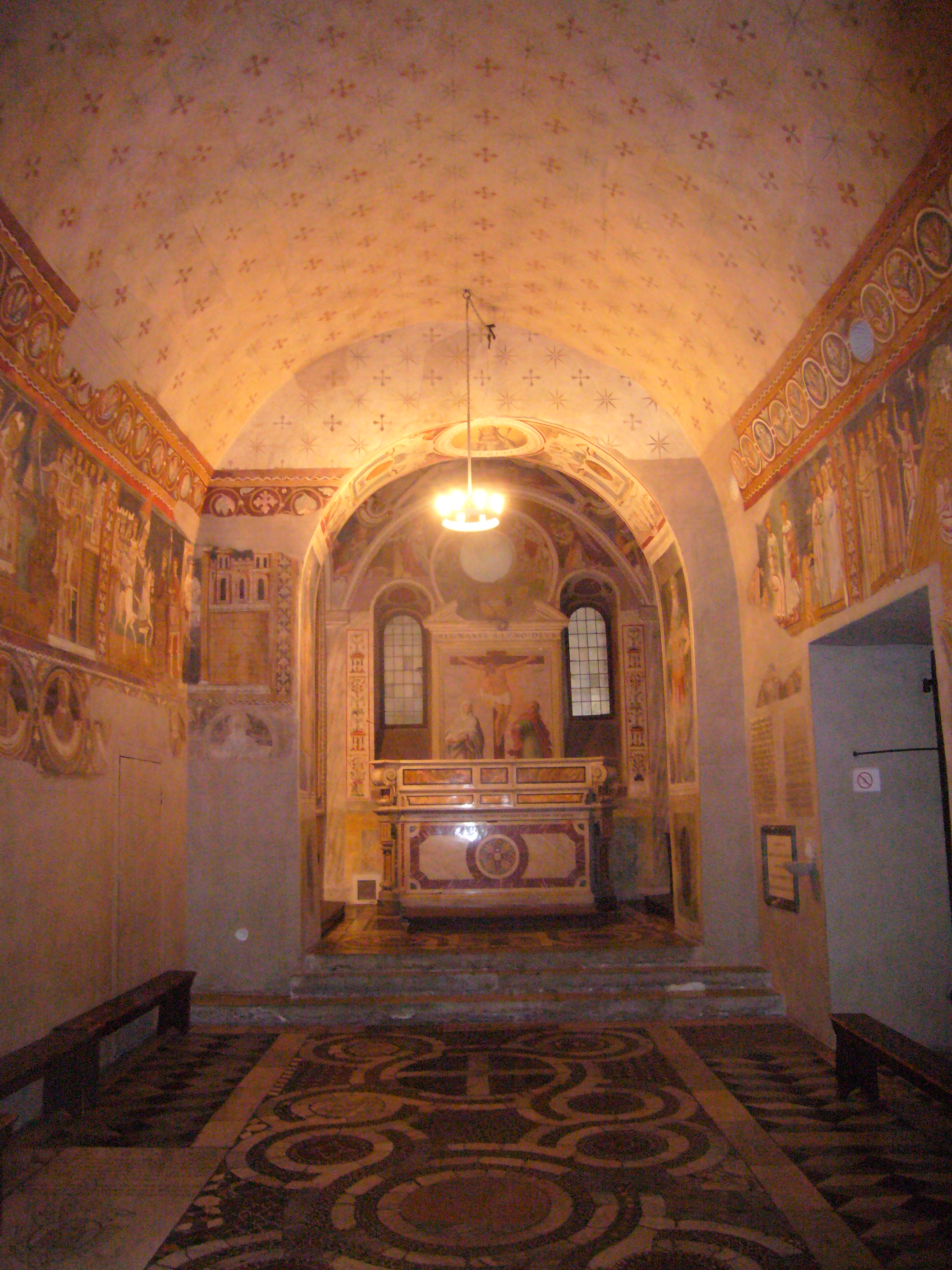
Capela de São Silvestre e seus afrescos medievais
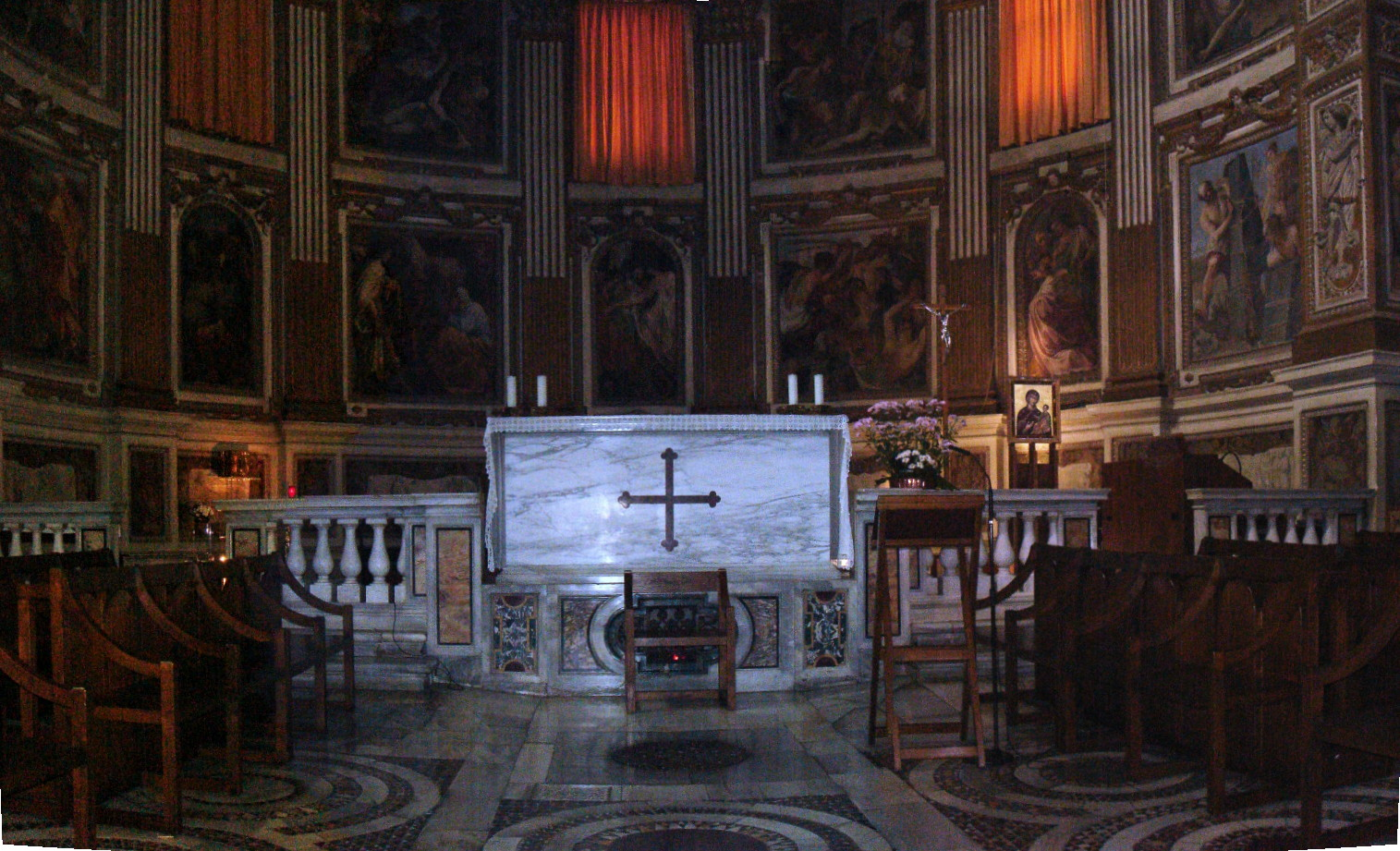
Altar-mor na abside